# Colom imperial de les Vanuatu
El colom imperial de les Vanuatu (Ducula bakeri) és una espècie d'ocell de la família dels colúmbids (Columbidae) que habita boscos de les illes Vanuatu septentrionals. Fou descobert pel zoòleg britànic John Randal Baker.